# Android
Android es un sistema operativo móvil basado en el núcleo Linux y otros componentes software de código abierto. Está diseñado para dispositivos móviles con pantalla táctil, como teléfonos inteligentes, tabletas, relojes inteligentes Wear OS, automóviles con otros sistemas a través de Android Auto, al igual los automóviles con el sistema Android Automotive y televisores Android TV.
Inicialmente fue desarrollado por Android Inc., que fue adquirido por Google LLC en 2005. Android fue presentado en 2007 junto con la fundación del Open Handset Alliance (un consorcio de compañías de hardware, software y telecomunicaciones) para avanzar en los estándares abiertos de los dispositivos móviles. El código fuente principal de Android se conoce como Android Open Source Project (AOSP), que se licencia principalmente bajo la Licencia Apache. Android es el sistema operativo móvil más utilizado del mundo, con una cuota de mercado superior al 90 % al año 2018, muy por encima de iOS.
Según los documentos secretos filtrados en 2013 y 2014, el sistema operativo es uno de los objetivos de las agencias de inteligencia internacionales.

## Historia
En julio de 2005, la multinacional Google compra Android Inc. El 5 de noviembre de 2007 se crea la Open Handset Alliance, un conglomerado de fabricantes y desarrolladores de hardware, software y operadores de servicio. El mismo día se anuncia la primera versión del sistema operativo: Android 1.0 Apple Pie. Los terminales con Android no estarían disponibles hasta el año 2008.
Las unidades vendidas de teléfonos inteligentes con Android se ubican en el primer puesto en los Estados Unidos, en el segundo y tercer trimestres de 2010, con una cuota de mercado de 43.6 % en el tercer trimestre. A escala mundial alcanzó una cuota de mercado del 50.6 % durante el cuarto trimestre de 2011, más del doble que el segundo sistema operativo. (iOS de Apple, Inc.)
Tiene una gran comunidad de desarrolladores creando aplicaciones para extender la funcionalidad de los dispositivos. A principios de 2018 se superaban ya los dos millones de aplicaciones disponibles en Google Play Store, la tienda de aplicaciones oficial de Android; a estas habría que añadir las disponibles en otras tiendas no oficiales, como Aptoide Google Play es la tienda de aplicaciones en línea administrada por Google, aunque existe la posibilidad de obtener software externamente. La tienda F-Droid es completamente de código abierto así como sus aplicaciones, una alternativa al software privativo. Los programas están escritos en el lenguaje de programación Java.
No obstante, no es un sistema operativo libre de malware, aunque la mayoría de ello es descargado de sitios de terceros.
El anuncio del sistema Android se realizó el 5 de noviembre de 2007 junto con la creación de la Open Handset Alliance, un consorcio de 78 compañías de hardware, software y telecomunicaciones dedicadas al desarrollo de estándares abiertos para dispositivos móviles. Google liberó la mayoría del código de Android bajo la licencia Apache, una licencia libre y de código abierto.
La estructura del sistema operativo Android se compone de aplicaciones que se ejecutan en un framework Java de aplicaciones orientadas a objetos sobre el núcleo de las bibliotecas de Java en una máquina virtual Dalvik con compilación en tiempo de ejecución hasta la versión 5.0, luego cambió al entorno Android Runtime (ART).
Las bibliotecas escritas en lenguaje C incluyen un administrador de interfaz gráfica (surface manager), un framework OpenCore, una base de datos relacional SQLite, una Interfaz de programación de API gráfica OpenGL ES 2.0 3D, un motor de renderizado WebKit, un motor gráfico SGL, SSL y una biblioteca estándar de C Bionic. El sistema operativo está compuesto por 12 millones de líneas de código, incluyendo 3 millones de líneas de XML, 2.9 millones de líneas de lenguaje C, 2.2 millones de líneas de Java y 1.77 millones de líneas de C++.

### Reemplazo de Dalvik por ART
Hasta la versión 4.4.3 Android utiliza Dalvik como máquina virtual con la compilación justo a tiempo (JIT) para ejecutar Dalvik dex-code (Dalvik ejecutable), que es una traducción de Java bytecode. Siguiendo el principio JIT, además de la interpretación de la mayoría del código de la aplicación, Dalvik realiza la compilación y ejecución nativa de segmentos de código seleccionados que se ejecutan con frecuencia (huellas) cada vez que se inicia una aplicación. Android 4.4 introdujo el ART (Android Runtime) como un nuevo entorno de ejecución, que compila el Java bytecode durante la instalación de una aplicación. Se convirtió en la única opción en tiempo de ejecución en la versión 5.0.

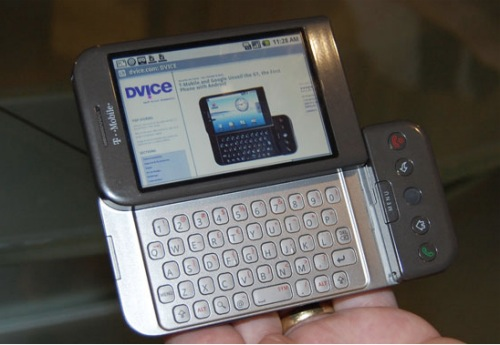
HTC Dream o T-Mobile G1, el primer dispositivo lanzado comercialmente con Android (2008).

### Etimología
Tanto el nombre Android (androide en español) como Nexus One hacen alusión a la novela de Philip K. Dick ¿Sueñan los androides con ovejas eléctricas?, que posteriormente fue adaptada al cine como Blade Runner (1982). Tanto el libro como la película se centran en un grupo de androides llamados replicantes del modelo Nexus 6.
El logotipo es el robot Andy.

### Adquisición por parte de Google
En julio de 2005, Google adquirió Android Inc., una pequeña compañía de Palo Alto, California fundada en 2003. Entre los cofundadores de Android que se fueron a trabajar a Google están Andy Rubin (cofundador de Danger), Rich Miner (cofundador de Wildfire Communications, Inc.), Nick Sears (alguna vez VP en T-Mobile), y Chris White (quien encabezó el diseño y el desarrollo de la interfaz en WebTV). En aquel entonces, poco se sabía de las funciones de Android Inc. fuera de que desarrollaban software para teléfonos móviles. Esto dio pie a rumores de que Google estaba planeando entrar en el mercado de los teléfonos móviles. También en ese año se creó la mascota de Android: "Andy", como un androide verde simbolizando la traducción literal de Android Inc. La diseñadora del proyecto fue Irina Blok.
En Google, el equipo liderado por Andy Rubin desarrolló una plataforma para dispositivos móviles basada en el núcleo Linux que fue promocionado a fabricantes de dispositivos y operadores con la promesa de proveer un sistema flexible y actualizable. Se informó que Google había alineado ya una serie de fabricantes de hardware y software y señaló a los operadores que estaba abierto a diversos grados de cooperación por su parte.
La especulación sobre que el sistema Android de Google entraría en el mercado de la telefonía móvil se incrementó en diciembre de 2006. Reportes de BBC y The Wall Street Journal señalaron que Google quería sus servicios de búsqueda y aplicaciones en teléfonos móviles y estaba muy empeñado en ello. Medios impresos y en línea pronto reportaron que Google estaba desarrollando un teléfono con su marca.
En septiembre de 2007, «InformationWeek» difundió un estudio de Evalueserve que reportaba que Google había solicitado diversas patentes en el área de la telefonía móvil.

### Open Handset Alliance
El 5 de noviembre de 2007 la Open Handset Alliance, un consorcio de varias compañías entre las que están Texas Instruments, Broadcom Corporation, Nvidia, Qualcomm, Samsung Electronics, Sprint Nextel, Intel, LG, Marvell Technology Group, Motorola, y T-Mobile; se estrenó con el fin de desarrollar estándares abiertos para dispositivos móviles. Junto con la formación de la Open Handset Alliance, la OHA estrenó su primer producto, Android, una plataforma para dispositivos móviles construida sobre la versión 2.6 de Linux.
El 9 de diciembre de 2008, se anunció que 15 nuevos miembros se unirían al proyecto Android, incluyendo PacketVideo, ARM Holdings, Atheros Communications, Asustek, Garmin, Softbank, Sony Ericsson, Huawei, Toshiba, Vodafone y ZTE.
El 24 de febrero de 2014, Nokia presentó sus teléfonos inteligentes corriendo Android 4.1 Jelly Bean (aunque corriendo una versión propia, tomando la base de AOSP). Se trata de los Nokia X, X+ y XL.

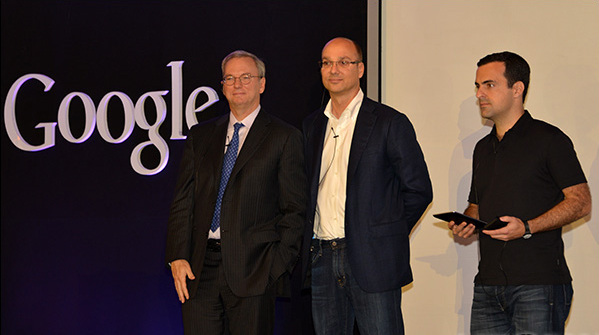
Eric Schmidt, Andy Rubin y Hugo Barra, en conferencia de prensa 2012 para anunciar tableta Nexus 7 de Google

### Historial de actualizaciones
Android ha visto numerosas actualizaciones desde su liberación inicial. Estas actualizaciones al sistema operativo base típicamente arreglan fallos y agregan nuevas funciones. Generalmente cada actualización del sistema operativo Android es desarrollada bajo un nombre en código de un elemento relacionado con dulces en orden alfabético.
La reiterada aparición de nuevas versiones que, en muchos casos, no llegan a funcionar correctamente en el hardware diseñado para versiones previas, hacen que Android sea considerado uno de los elementos promotores de la obsolescencia programada.
Android ha sido criticado muchas veces por la fragmentación que sufren sus terminales al no ser soportado con actualizaciones constantes por los distintos fabricantes. Se creyó que esta situación cambiaría tras un anuncio de Google en el que comunicó que los fabricantes se comprometerán a aplicar actualizaciones al menos 18 meses desde su salida al mercado, pero esto al final nunca se concretó y el proyecto se canceló. Google actualmente intenta enmendar el problema con su plataforma actualizable Servicios de Google Play (que funciona en Android 4.4 y posteriores), separando todas las aplicaciones posibles del sistema (como Maps, el teclado, YouTube, Drive, e incluso la propia Play Store) para poder actualizarlas de manera independiente, e incluyendo la menor cantidad posible de novedades en las nuevas versiones de Android.

## Características
Características y especificaciones actuales:
| Diseño de dispositivo           | La plataforma es adaptable a pantallas de mayor resolución, VGA, biblioteca de gráficos 2D, biblioteca de gráficos 3D basada en las especificaciones de la OpenGL ES 2.0 y diseño de teléfonos tradicionales. |
| Almacenamiento                  | SQLite, una base de datos liviana, que es usada para propósitos de almacenamiento de datos local. |
| Conectividad                    | Android soporta las siguientes tecnologías de conectividad: GSM/EDGE, IDEN, CDMA, EV-DO, UMTS, Bluetooth, Wi-Fi, LTE, HSDPA, HSPA+, NFC y WiMAX, GPRS, UMTS y HSDPA+. |
| Mensajería                      | SMS y MMS son formas de mensajería, incluyendo mensajería de texto, además del servicio de Firebase Cloud Messaging (FCM) siendo la nueva versión de Google Cloud Messaging (GCM) bajo la marca Firebase con los nuevos SDK para realizar el desarrollo de mensajería en la nube mucho más sencillo. |
| Navegador web                   | El navegador web incluido en Android está basado en el motor de renderizado de código abierto WebKit, emparejado con el motor JavaScript V8 de Google Chrome. El navegador por defecto de Ice Cream Sandwich obtiene una puntuación de 100/100 en el test Acid3. |
| Soporte de Java                 | Aunque la mayoría de las aplicaciones están escritas en Java, no hay una máquina virtual Java en la plataforma. El bytecode Java no es ejecutado, sino que primero se compila en un ejecutable Dalvik y se ejecuta en la Máquina Virtual Dalvik, Dalvik es una máquina virtual especializada, diseñada específicamente para Android y optimizada para dispositivos móviles que funcionan con batería y que tienen memoria y procesador limitados. A partir de la versión 5.0, se utiliza el Android Runtime (ART). |
| Soporte multimedia              | Android soporta los siguientes formatos multimedia: WebM, H.263, H.264 (en 3GP o MP4), MPEG-4 SP, AMR, AMR-WB (en un contenedor 3GP), AAC, HE-AAC (en contenedores MP4 o 3GP), MP3, MIDI, Ogg Vorbis, WAV, JPEG, PNG, GIF y BMP. |
| Soporte para streaming          | Streaming RTP/RTSP (3GPP PSS, ISMA), descarga progresiva de HTML (HTML5 <video> tag). Adobe Flash Streaming (RTMP) es soportado mediante el Adobe Flash Player. Se planea el soporte de Microsoft Smooth Streaming con el port de Silverlight a Android. Adobe Flash HTTP Dynamic Streaming estará disponible mediante una actualización de Adobe Flash Player. |
| Soporte para hardware adicional | Android soporta cámaras de fotos, de vídeo, pantallas táctiles, GPS, acelerómetros, giroscopios, magnetómetros, sensores de proximidad y de presión, sensores de luz, gamepad, termómetro, aceleración por GPU 2D y 3D. |
| Entorno de desarrollo           | Incluye un emulador de dispositivos, herramientas para depuración de memoria y análisis del rendimiento del software. Inicialmente el entorno de desarrollo integrado (IDE) utilizado era Eclipse con el plugin de Herramientas de Desarrollo de Android (ADT). Ahora se considera como entorno oficial Android Studio, descargable desde la página oficial de desarrolladores de Android. |
| Google Play                     | Google Play es un catálogo de aplicaciones gratuitas o de pago en el que pueden ser descargadas e instaladas en dispositivos Android sin la necesidad de un PC. |
| Multi-táctil                    | Android tiene soporte nativo para pantallas capacitivas con soporte multitáctil que inicialmente hicieron su aparición en dispositivos como el HTC Hero. La funcionalidad fue originalmente desactivada a nivel de núcleo (posiblemente para evitar infringir patentes de otras compañías). Más tarde, Google publicó una actualización para el Nexus One y el Motorola Droid que activa el soporte multitáctil de forma nativa.                                                                                   |
| Bluetooth                       | El soporte para A2DF y AVRCP fue agregado en la versión 1.5; el envío de archivos (OPP) y la exploración del directorio telefónico fueron agregados en la versión 2.0; y el marcado por voz junto con el envío de contactos entre teléfonos lo fueron en la versión 2.2. Los cambios incluyeron: |
| Videollamada                    | Android soporta videollamada a través de Hangouts (antiguo Google Talk) desde su versión HoneyComb. |
| Multitarea                      | Multitarea real de aplicaciones está disponible, es decir, las aplicaciones que no estén ejecutándose en primer plano reciben ciclos de reloj. |
| Características basadas en voz  | La búsqueda en Google a través de voz está disponible como "Entrada de Búsqueda" desde la versión inicial del sistema. |
| Tethering                       | Android soporta tethering, que permite al teléfono ser usado como un punto de acceso alámbrico o inalámbrico (todos los teléfonos desde la versión 2.2, no oficial en teléfonos con versión 1.6) o inferiores mediante aplicaciones disponibles en Google Play (por ejemplo PdaNet). Para permitir a un PC usar la conexión de datos del móvil Android se podría requerir la instalación de software adicional. |

#### Cargar mientras está apagado
Al conectar o desconectar la potencia de carga y al accionar brevemente el botón de encendido o el botón de inicio, todo mientras el dispositivo está apagado, un medidor de batería visual cuya apariencia varía entre los proveedores aparece en la pantalla, permitiendo al usuario evaluar rápidamente el estado de carga de una compensación sin tener que iniciarlo primero. Algunos muestran el porcentaje de batería.

## Arquitectura

Arquitectura del sistema Android

Los componentes principales del sistema operativo de Android (cada sección se describe en detalle):
- Aplicaciones: las aplicaciones base incluyen un cliente de correo electrónico, programa de SMS, calendario, mapas, navegador, contactos y otros. Todas las aplicaciones están escritas en lenguaje de programación Java.
- Marco de trabajo de aplicaciones: los desarrolladores tienen acceso completo a las mismas API del entorno de trabajo usadas por las aplicaciones base. La arquitectura está diseñada para simplificar la reutilización de componentes; cualquier aplicación puede publicar sus capacidades y cualquier otra aplicación puede luego hacer uso de esas capacidades (sujeto a reglas de seguridad del framework). Este mismo mecanismo permite que los componentes sean reemplazados por el usuario.
- Bibliotecas: Android incluye un conjunto de bibliotecas de C/C++ usadas por varios componentes del sistema. Estas características se exponen a los desarrolladores a través del marco de trabajo de aplicaciones de Android. Algunas son: System C library (implementación biblioteca C estándar), bibliotecas de medios, bibliotecas de gráficos, 3D y SQLite, entre otras.
- Runtime de Android: Android incluye un set de bibliotecas base que proporcionan la mayor parte de las funciones disponibles en las bibliotecas base del lenguaje Java. Cada aplicación Android corre su propio proceso, con su propia instancia de la máquina virtual Dalvik. Dalvik ha sido escrito de forma que un dispositivo puede correr múltiples máquinas virtuales de forma eficiente. Dalvik ejecutaba hasta la versión 5.0 archivos en el formato de ejecutable Dalvik (.dex), el cual está optimizado para memoria mínima. La Máquina Virtual está basada en registros y corre clases compiladas por el compilador de Java que han sido transformadas al formato.dex por la herramienta incluida dx. Desde la versión 5.0 utiliza el ART, que compila totalmente al momento de instalación de la aplicación.
- Núcleo Linux: Android depende de Linux para los servicios base del sistema como seguridad, gestión de memoria, gestión de procesos, pila de red y modelo de controladores. El núcleo también actúa como una capa de abstracción entre el hardware y el resto de la pila de software.

## Seguridad, privacidad y vigilancia

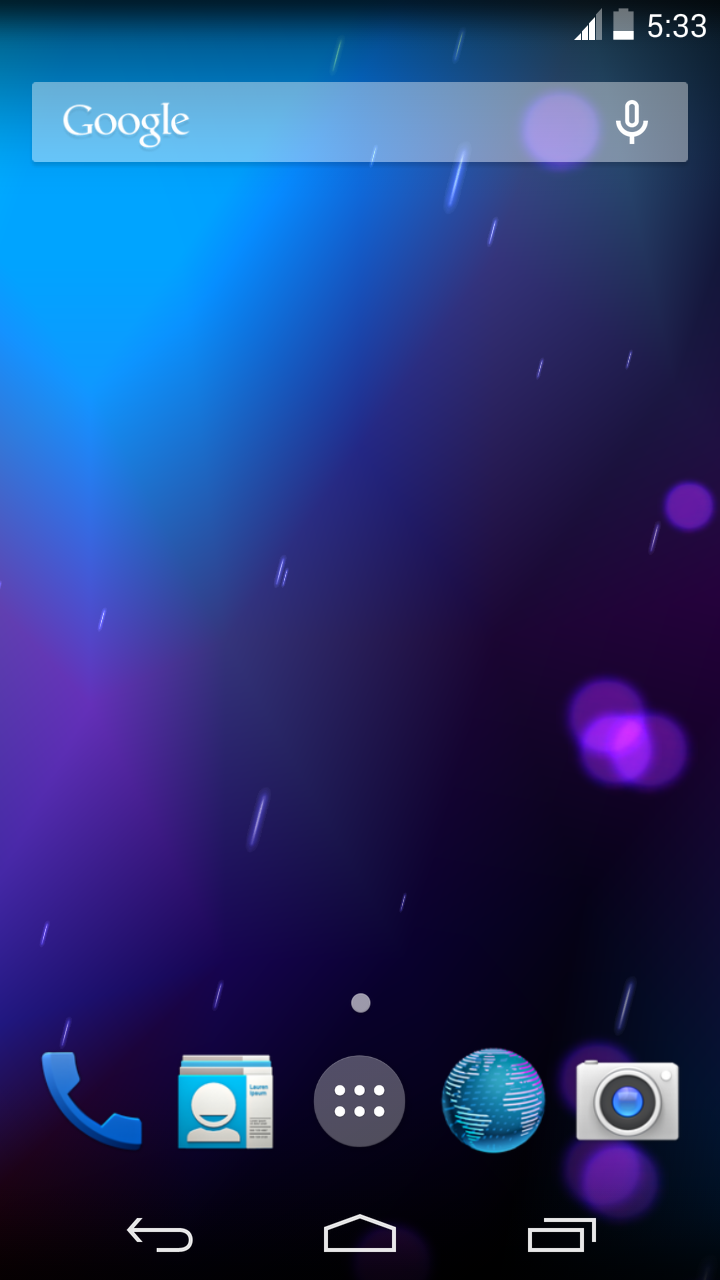
Pantalla de Android 4.4.2 KitKat

Según un estudio de Symantec de 2013, demuestra que en comparación con iOS, Android es un sistema explícitamente menos vulnerable. El estudio en cuestión habla de 13 vulnerabilidades graves para Android y 387 vulnerabilidades graves para iOS. El estudio también habla de los ataques en ambas plataformas, en este caso Android se queda con 113 ataques nuevos en 2012 a diferencia de iOS que se queda en 1 solo ataque. Incluso así Google y Apple se empeñan cada vez más en hacer sus sistemas operativos más seguros incorporando más seguridad tanto en sus sistemas operativos como en sus mercados oficiales.
Se han descubierto ciertos comportamientos en algunos dispositivos que limitan la privacidad de los usuarios, de modo similar a iPhone, pero ocurre al activar la opción Usar redes inalámbricas en el menú Ubicación y seguridad, avisando que se guardarán estos datos, y borrándose al desactivar esta opción, pues se usan como una caché y no como un registro tal como hace iPhone.
Como parte de las amplias revelaciones sobre vigilancia masiva filtradas en 2013 y 2014, se descubrió que las agencias de inteligencia estadounidenses y británicas, la Agencia de Seguridad Nacional (NSA) y el Cuartel General de Comunicaciones del Gobierno (GCHQ), respectivamente, tienen acceso a los datos de los usuarios de dispositivos Android. Estas agencias son capaces de leer casi toda la información del teléfono como SMS, geolocalización, correos, notas o mensajes. Documentos filtrados en enero de 2014, revelaron que las agencias interceptan información personal a través de Internet, redes sociales y aplicaciones populares, como Angry Birds, que recopilan información para temas comerciales y de publicidad. Además, según The Guardian, el GCHQ tiene una wiki con guías de las diferentes aplicaciones y redes de publicidad para saber los diferentes datos que pueden ser interceptados. Una semana después de salir esta información a la luz, el desarrollador finlandés Rovio, anunció que estaba reconsiderando sus relaciones con las distintas plataformas publicitarias y exhortó a la industria en general a hacer lo mismo.
Las informaciones revelaron que las agencias realizan un esfuerzo adicional para interceptar búsquedas en Google Maps desde Android y otros teléfonos inteligentes para recopilar ubicaciones de forma masiva. La NSA y el GCHQ insistieron en que estas actividades cumplen con las leyes nacionales e internacionales, aunque The Guardian afirmó que:

«las últimas revelaciones podrían sumarse a la creciente preocupación pública acerca de cómo se acumula y utiliza la información, especialmente para aquellos fuera de los EE. UU. que gozan de menos protección en temas de privacidad que los estadounidenses».

## Versiones
Las versiones de Android recibían hasta la versión 9, en inglés, el nombre de diferentes postres o dulces. En cada versión el postre o dulce elegido empieza por una letra distinta, conforme a un orden alfabético:

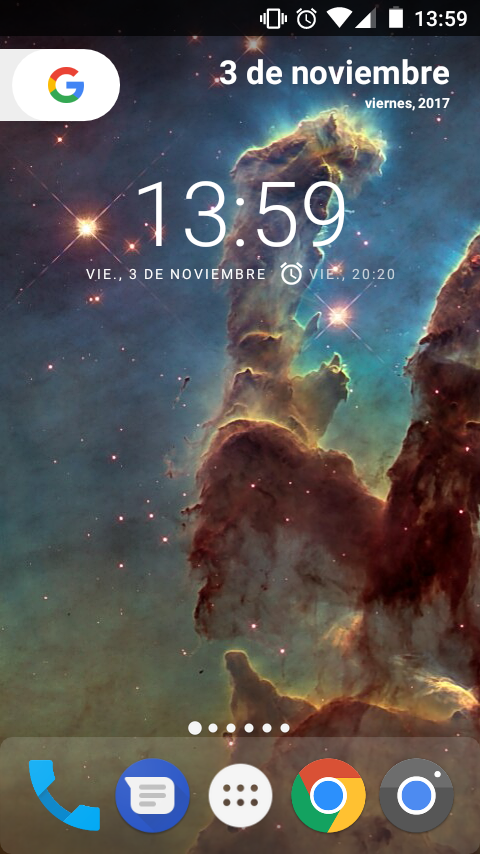
Android 7.0

| Nombre código      | Número de versión | Fecha de lanzamiento     | Nivel de API |
| ------------------ | ----------------- | ------------------------ | ------------ |
| Android Apple Pie  | 1.0               | 23 de septiembre de 2008 | 1            |
| Banana Bread       | 1.1               | 9 de febrero de 2009     | 2            |
| Cupcake            | 1.5               | 25 de abril de 2009      | 3            |
| Donut              | 1.6               | 15 de septiembre de 2009 | 4            |
| Eclair             | 2.0 – 2.1         | 26 de octubre de 2009    | 5 – 7        |
| Froyo              | 2.2 – 2.2.3       | 20 de mayo de 2010       | 8            |
| Gingerbread        | 2.3 – 2.3.7       | 6 de diciembre de 2010   | 9 – 10       |
| Honeycomb          | 3.0 – 3.2.6       | 22 de febrero de 2011    | 11 – 13      |
| Ice Cream Sandwich | 4.0 – 4.0.5       | 18 de octubre de 2011    | 14 – 15      |
| Jelly Bean         | 4.1 – 4.3.1       | 9 de julio de 2012       | 16 – 18      |
| KitKat             | 4.4 – 4.4.4       | 31 de octubre de 2013    | 19 – 20      |
| Lollipop           | 5.0 – 5.1.1       | 4 de noviembre de 2014   | 21 – 22      |
| Marshmallow        | 6.0 – 6.0.1       | 29 de septiembre de 2015 | 23           |
| Nougat             | 7.0 – 7.1.2       | 15 de junio de 2016      | 24 – 25      |
| Oreo               | 8.0 – 8.1         | 21 de agosto de 2017     | 26 – 27      |
| Pie                | 9.0               | 6 de agosto de 2018      | 28           |
| 10                 | 10.0              | 3 de septiembre de 2019  | 29           |
| 11                 | 11.0              | 8 de septiembre de 2020  | 30           |
| 12                 | 12.0 - 12L        | 4 de octubre de 2021     | 31 - 32      |
| 13                 | 13.0              | 15 de agosto de 2022     | 33           |
| 14                 | 14.0              | 4 de octubre de 2023     | 34           |
| 15                 | 15.0              | 15 de octubre de 2024    | 35           |
| Baklava            | 16.0              | 18 de noviembre de 2024  | 36           |

|  |                              |
|  | Versión preliminar           |
|  | Última versión               |
|  | Versión antigua pero vigente |
|  | Versión descontinuada        |

### Cuota de mercado
Las versiones de Android más utilizadas hasta abril del 2025 son:
1. Android 14.0 - 33.44 %
2. Android 13.0 - 16.94 %
3. Android 12.0 - 12.11 %
4. Android 11.0 - 10.41 %
5. Android 15.0 - 10.06 %
6. Android 10.0 - 5.57 %
7. Android 9.0 Pie - 3.18 %
8. Android 8.0 Oreo - 2.18 %
9. Android 5.0 Lollipop - 1.74 %
10. Otros - 4.37 %

## Usos y dispositivos
El sistema operativo Android se usa en teléfonos inteligentes, ordenadores portátiles, netbooks, tabletas, Google TV, relojes de pulsera, auriculares, receptores decodificadores integrados y otros dispositivos.
La plataforma de hardware principal de Android es la arquitectura ARM. Hay soporte para x86 en el proyecto Android-x86, y Google TV utiliza una versión especial de Android x86.

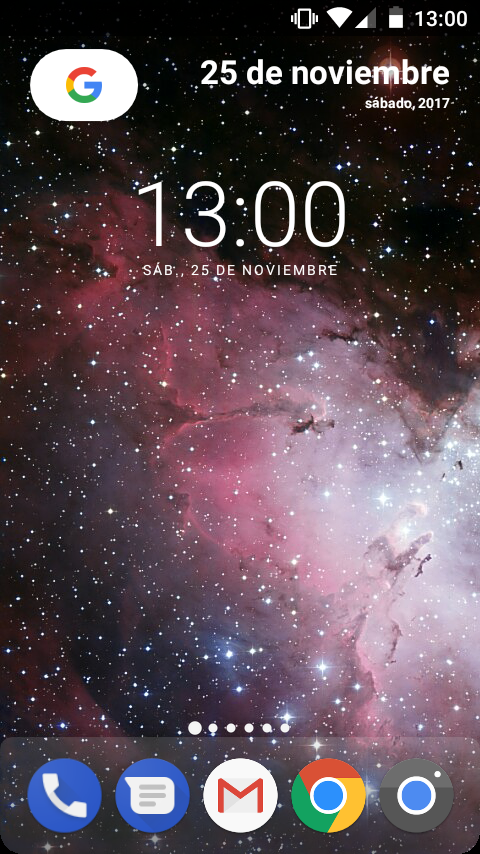
Android 8.0

El primer teléfono disponible en el mercado para ejecutar Android fue el HTC Dream, dado a conocer al público el 22 de octubre de 2008. A principios de 2010 Google ha colaborado con HTC para lanzar su producto estrella en dispositivos Android, el Nexus One. Google ha continuado la comercialización de la gama Nexus en 2010 con el Samsung Nexus S, en 2011 con el Galaxy Nexus en 2012 con el Nexus 4 y las tabletas Nexus 7 y Nexus 10 en 2014 con el Nexus 6 y la tableta Nexus 9. Estos dispositivos son utilizados para el desarrollo e implementación de Android, siendo los dispositivos que estrenan las nuevas versiones disponibles. En la actualidad existen aproximadamente 1 000 000 de aplicaciones para Android y se estima que 1 500 000 teléfonos móviles se activan diariamente, y en 2013 se llegó a los 1000 millones de teléfonos inteligentes Android en el mundo.[cita requerida]
iOS y Android 2.3.3 Gingerbread pueden ser configurado para un arranque dual en un iPhone o iPod Touch liberados con la ayuda de OpeniBoot y iDroid.

## Diseño y desarrollo

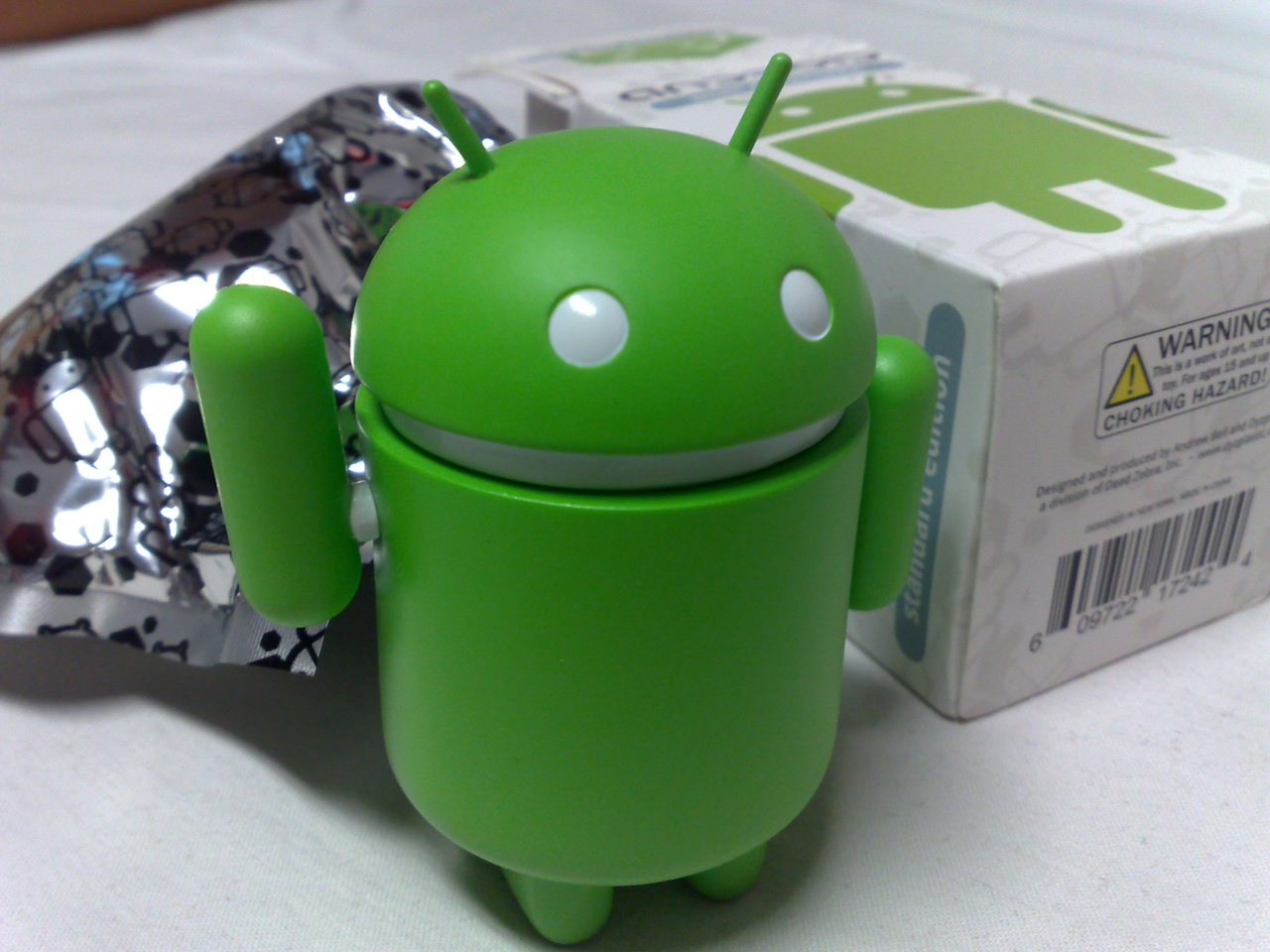
Figura del logo de Android

Android es considerado como uno de los modelos de negocio más exitosos, pues su desarrollo estratégico contempla los factores que más se tienen en cuenta dentro de las herramientas y metodologías desarrollados por expertos en negocios. Este sistema operativo se ha convertido en un modelo a seguir por desarrolladores de tendencias y negocios de alto impacto.
Android, al contrario que otros sistemas operativos para dispositivos móviles como iOS o Windows Phone, se desarrolla de forma abierta y se puede acceder tanto al código fuente como a la lista de incidencias donde se pueden ver problemas todavía no resueltos y reportar problemas nuevos.
El que se tenga acceso al código fuente no significa que se pueda tener siempre la última versión de Android en un determinado móvil, ya que el código para soportar el hardware (controladores) de cada fabricante normalmente no es público, así que faltaría un trozo básico del firmware para poder hacerlo funcionar en dicho terminal, y porque las nuevas versiones de Android suelen requerir más recursos, por lo que los modelos más antiguos quedan descartados por razones de poca RAM, velocidad de procesador, etc.
En un principio, Android era eminentemente un sistema operativo pensado para usar con teclado, y gracias a un cursor poder navegar entre las aplicaciones. Desde su comienzo, Android ha sido altamente personalizable. Poco después, antes del lanzamiento del primer teléfono Android, esta filosofía cambió para convertirse en eminentemente táctil, y poder competir contra el iPhone, presentado un año y nueve meses antes.

## Aplicaciones
Las aplicaciones se desarrollan habitualmente en el lenguaje Java con Android Software Development Kit (Android SDK), pero están disponibles otras herramientas de desarrollo, incluyendo un kit de Desarrollo Nativo para aplicaciones o extensiones en C o C++, Google App Inventor, un entorno visual para programadores novatos y varios marcos de aplicaciones basadas en la web multiteléfono. También es posible usar las bibliotecas Qt gracias al proyecto Necesitas SDK.
El desarrollo de aplicaciones para Android no requiere aprender lenguajes complejos de programación. Todo lo que se necesita es un conocimiento aceptable de Java y estar en posesión del kit de desarrollo de software o SDK provisto por Google el cual se puede descargar gratuitamente.
Todas las aplicaciones están comprimidas en formato APK, que se pueden instalar sin dificultad desde cualquier explorador de archivos en la mayoría de dispositivos.

### Google Play
Google Play es la tienda y plataforma en línea de descargas y compras de software desarrollada por Google para dispositivos Android. Anteriormente conocida como "Play Store", es una aplicación que se encuentra instalada en la mayoría de los dispositivos Android que permite a los usuarios descargar aplicaciones publicadas para diferentes necesidades del usuario como apps de música, juegos, noticias, clima, educación, compras, salud, deportes, mapas y más por los desarrolladores tanto de Google y otros más aunque hay aplicaciones que se deben comprar para descargar por medio de ciertas formas de pago que Google Play pone a disposición como por PayPal, tarjeta de crédito y canjeo de códigos de Play Store para poder usar algunas aplicaciones no gratuitas como los juegos principalmente. Para que el usuario pueda usar esta plataforma de Play Store es necesario asociar una cuenta de Gmail con contraseña y los beneficios de Google Play. Google retribuye a los desarrolladores el 70 % del precio de las aplicaciones. Esta aplicación reemplazó a Market.
Por otra parte, los usuarios pueden instalar aplicaciones desde otras tiendas virtuales (tales como Amazon Appstore  o SlideME) o directamente en el dispositivo si se dispone del archivo APK de la aplicación.

### Google Pay
Google Pay, anteriormnete conocida como Android Pay, es el sistema de pago que le permite comprar usando un teléfono con Android 4.4 o superior y que el teléfono tenga NFC y el local de compra acepten pagos sin contacto.

## Diseño visual

### Logo
El logotipo de la palabra Android fue diseñado con la fuente Droid, hecha por Ascender Corporation.
El verde es el color del robot de Android que distingue al sistema operativo. El color GBA en hexadecimal es #3ADD85, como se específica en la Android Brand Guidelines.

### Tipografía
La tipografía de Android se llama Norad, solo usada en el texto del logo. Para Ice Cream Sandwich se introduce una tipografía llamada Roboto, que, según los propios creadores, está pensada para aprovechar mejor la legibilidad en los dispositivos de alta resolución. Más tarde, en 2014 y con Android 5.0 Lollipop, se introduce un rediseño de Roboto.
En 2018, con la llegada de Android 9.0 Pie, Google renueva el diseño del sistema operativo y reemplaza a Roboto por Google Sans.

### Cuota de mercado
La compañía de investigación de mercado Canalys estima que en el segundo trimestre de 2009, Android tendría 2.8 % del mercado de teléfonos inteligentes en el ámbito mundial.
En febrero de 2010, ComScore dijo que la plataforma Android tenía el 9 % del mercado de teléfonos inteligentes en los Estados Unidos, como estaba tasado por los operadores. Esta cifra fue superior al estimado anterior de noviembre de 2009, el cual fue del 9 %. Para finales del tercer trimestre de 2010, el mercado de Android en los Estados Unidos había crecido en un 21.4 %.
En mayo de 2010, Android superó en ventas a iPhone, su principal competidor. De acuerdo a un informe del grupo NPD, Android obtuvo un 28 % de ventas en el mercado de los Estados Unidos, un 8 % más que en el trimestre anterior. En el segundo trimestre de 2010, los dispositivos iOS incrementaron su participación en un 1 %, indicando que Android está tomando mercado principalmente de RIM. Adicionalmente, los analistas apuntaron que las ventajas de que Android fuera un sistema multicanal, multioperador, le permitiría duplicar el rápido éxito que obtuvo el sistema Windows Mobile de Microsoft.
A principios de octubre de 2010, Google agregó 20 países a su lista de lugares geográficos donde los desarrolladores pueden enviar aplicaciones. Para mediados de octubre, la compra de aplicaciones estaba disponible en un total de 32 países.
En noviembre de 2013, Andy Rubin dijo que se activaban 1 500 000 dispositivos diariamente y también. En diciembre de 2011 Andy Rubin dijo que se activaban 700 000 dispositivos diariamente, anteriormente en julio de 2011 se declaró que se activan unos 550 000 dispositivos Android cada día. en comparación con diciembre de 2010 que se activaban 300 000 dispositivos móviles con Android, y los 100 000 que se activaban en mayo de 2010.
En abril de 2013, se hizo público que Android alcanzó el 92 % en ventas de nuevos smartphones para el trimestre comprendido entre diciembre de 2012 y febrero de 2013 en España, seguido de iOS con un 4.4 %.
En 2024, Android sigue dominando el mercado mundial de sistemas operativos móviles con una participación del 70.1 % a nivel global, mientras que iOS alcanza el 29.2 %. La popularidad de Android es especialmente fuerte en países como India (con una cuota del 95.12 %) y Brasil (81.74 %), mientras que iOS sigue siendo la preferencia en países desarrollados como Estados Unidos (donde posee un 57.86 %) y Canadá (60 %).
En términos de activaciones de dispositivos, Android cuenta actualmente con más de 3.6 mil millones de usuarios en todo el mundo, comparado con los 1.46 mil millones de usuarios de iOS. Además, los fabricantes chinos representan más del 55 % de la cuota de dispositivos Android, con Samsung y Xiaomi como principales vendedores.

## Problemas legales

### Demanda de Oracle
A través de un comunicado de prensa, Oracle anunció el 12 de agosto de 2010 una demanda contra Google por violación de propiedad intelectual en el uso de Java en el sistema operativo Android. La razón citada:

«Al desarrollar Android, Google a sabiendas, infringió directa y repetidamente la propiedad intelectual de Oracle en relación con Java. Esta demanda busca remediar apropiadamente su infracción».

Sin embargo, el 2 de junio de 2012, se celebró el juicio, que falló a favor de Google, sentenciando que no violaba ninguna patente de Oracle.

## Véase también

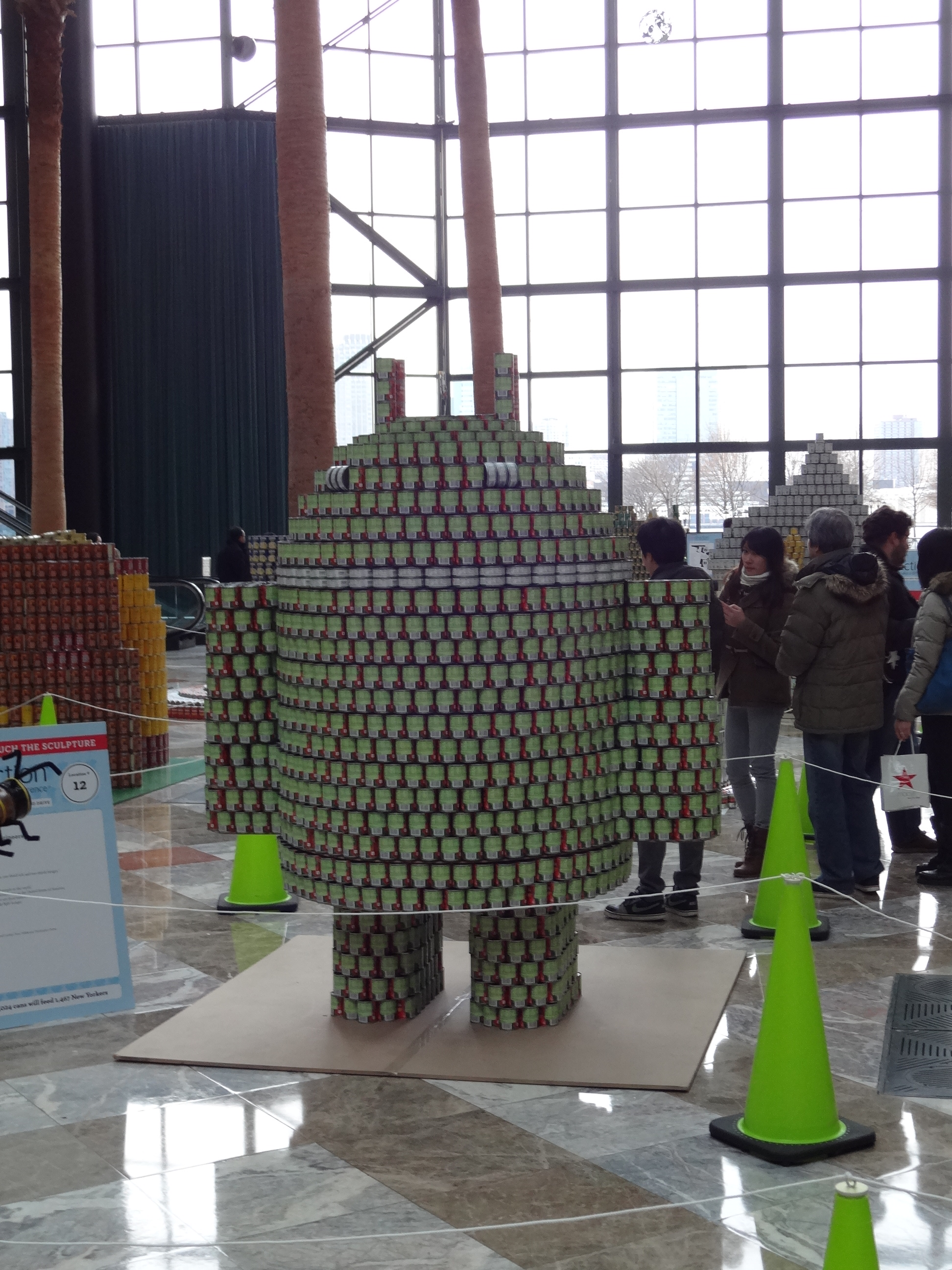
Mascota de Android hecha con latas, en Nueva York